# Формы крыш
Формы крыш зданий могут иметь множество вариантов; их названия не всегда однозначны, разные источники могут трактовать названия по-разному: культурное название сложившееся в обществе, инженерное, или геометрическое. С конца XX века в моду стало постепенно входить озеленение крыш (устройство теплиц, летних и зимних крытых и открытых садов и т. д. на крышах либо вместо крыш), что значительно повлияло на их формы, безопасность, экологичность и эксплуатацию, в связи с чем были разработаны специальные государственные стандарты и нормы.

## Материалы
Материалы крыш:
- Цементная крыша[англ.]
- Дерновая крыша[англ.]
- Берестяная крыша[англ.]
- Соломенная крыша
- Каменная крыша — клоханы, труллы
- Земляная крыша — Дома-улья

## Назначение и функциональность различных форм
Крыши по конструкции каркаса классифицируют:
- Плоские
- Скатные
  - Односкатная
  - Двускатная (с поднятым центром: с/без вырезами, с/без карнизом, с/без козырьком; с опущенным центром: «Крыша-бабочка»)
  - Четырехскатные
    - Вальмовая
      - Шатровая

    - Полувальмовая
    - Крестовые

  - Мансардная
  - Арочные
    - Дуговая
    - Радужная

  - Купольные
  - Конические
- Прочие
  - Пагода
  - Колокольня

### Плоские крыши
Самая простая в исполнении и дешёвая по цене форма крыши. В своей основе имеет опору на стены одинаковой высоты. Преимущества: экономия материалов, простота, безопасность монтажа и последующей эксплуатации. Также даёт возможность использования полезной площади крыши для разбивки палисадников, веранд, открытых садов и детских площадок (популярно для малоэтажных ТРЦ) и других объектов, что широко применяются в регионах с дефицитом земли. В остальных регионах такие крыши распространены в промышленных помещениях и многоквартирных домах. Среди минусов имеют отсутствие естественного слива и, как следствие, скопление большого количества осадков и необходимости регулярной уборки.

### Скатные крыши
Получила своё название по наличию одного или более скатов, как правило, с углом наклона более 10 %.
По количеству скатов
- Односкатные крыши — держатся на несущих стенах разной высоты, благодаря чему образуется уклон, образующий скат. Более простая и практичная в исполнении, односкатная крыша, тем не менее, чаще используется в хозяйственных и прочих нежилых постройках, так как ограничивает возможности для дизайнерских и творческих решений, что мешает индивидуализации домов.
- Многоскатные крыши — основаны на несущих стенах одной высоты, на которых расположены 2 ската в противоположные друг от друга стороны. Иногда такие крыши так же называют щипцовыми из-за их треугольной формы. Такие крыши имеют больший простор для творческих решений, а также считаются более надёжными при неблагоприятных погодных условиях. Среди минусов есть большая сложность в исполнении и эксплуатации вследствие большего количества несущих балок и других конструктивных элементов.
  - Разновидностью многоскатных крыш также являются многощипцовые крыши. Имея форму, похожую на обычные многоскатные крыши с 2 уклонами, они имеют 3 и более уклона. Дома с такими крышами имеют, как правило, мансарды и пристройки. Такие крыши намного более сложны в монтировке, но имеют большую вариативность в эстетическом плане и возможностях индивидуализации домов.

По архитектурно-конструктивному решению
- Чердачные — имеют между жилым помещением и самой крышей нежилое помещение (чердак) или жилое (мансарда).
  - Чердачные крыши могут быть с холодным, тёплым и открытым чердаком.
- Безчердачные (совмещённые) — вместо чердачного помещения имеют перекрытия, выполняющие несущие функции здания.
  - Безчердачные крыши могут быть невентилируемыми и вентилируемыми.

По углу наклона ската
На угол и форму ската влияют три основных фактора:
- Уровень осадков в данной местности. Чем больше наклон ската, тем большее количество осадков сходит с крыши естественным путём.
- Материал, из которого изготавливается крыша. Для разных уклонов подходят лишь определённые материалы.
- Дизайнерские решения. Уклоны крыши, помимо функциональных особенностей, играют декоративную и эстетическую роли, значительно меняя облик всего дома.

### Круглые крыши
Круглые крыши завершают здания круглой формы, например, башни. К круглым крышам относятся конусообразные крыши, шпили, луковичные главы и т. д.

## Схемы и описание форм крыш
| №  | Название формы крыши           | Изображение | Пример | Комментарий |
| -- | ------------------------------ | ----------- | ------ | --- |
| 1  | Плоская крыша                  |             |        | Распространена в засушливых регионах. Водоотвод производится по внутренним водостокам. Этот тип крыш используется при индивидуальном строительстве бань, сараев и других хозяйственных построек. |
| 2  | Односкатная или скатная крыша  |             |        | |
| 3  | Двускатная крыша               |             |        | Части стен здания, которые ограничивают чердачное помещение с обеих сторон, называются фронтонами |
| 4  | Двускатная крыша с вырезами    |             |        | Двускатная крыша с одним или вырезами по одному или двум бокам. |
| 5  | Двускатная крыша с карнизом    |             |        | |
| 6  | Двускатная крыша с козырьком   |             |        | Двускатная крыша с козырьком (консольным вылетом с фронтов) обычно устраивается для защиты фасада от атмосферных осадков (снега, града, дождя) или если под крышей устраивают окна или балконы. Стиль и название возникли в Арканзасе в XIX веке, современные версии используются, чтобы подчеркнуть виды, открывающиеся при взгляде изнутри дома (в живописных районах). |
| 7  | Пилообразная крыша или шедовая |             |        | Пилообразная крыша, также иногда называемая, — хребтообразная, зубчатая, мульти-фронтонная или м-крыша. |
| 9  | Мансардная крыша               |             |        | Мансардная крыша двускатная или вальмовая |
| 10 | Ажурная крыша                  |             |        | Прозрачные, со сквозным узором, крыши в стиле ар-деко. Ажурная крыша выполняется обычно с зенитным фонарём устраивается, как правило, в промышленных или общественных большепролётных зданиях, где требуется естественное освещение днём. См: ГУМ, Ажурный дом. |
| 11 | Вальмовая                      |             |        | Если вместо фронтонов устанавливаются 2 ската треугольной формы, то данная крыша называется вальмовой, а сами скаты — вальмами. Характерной особенностью вальмовых крыш является их четырёхсторонность, а в техническом плане наибольшая сложность при их конструировании в силу очень сложной стропильной системы. Разновидностями вальмовых крыш так же являются полувальмовые и шатровые крыши. Этот тип крыши обычно устраивают, если необходимо обеспечить дополнительную защиту здания от ветра. |
| 12 | Полувальмовая крыша            |             |        | Считается промежуточным звеном между 2-скатной и вальмовой крышами. |
| 13 | Шатровая крыша                 |             |        | Имеет 3 и более скатов в виде шпиля, сходящихся в одной верхней точке вверху. Часто выполнена вогнутой. Этот тип крыши не имеет конька. Самый большой шатёр в мире «Хан Шатыр» построен в столице Казахстана — Астана в 2010 году. |
| 14 | Фронтальная крыша              |             |        | Фронтальная крыша с утопленным верхним фронтоном и карнизом, вид вальмовой крыши. Эти крыши распространены в Дании, Германии и особенно в Австрии и Словении, они также типичны для традиционных деревянных каркасных зданий в районе Веальден на юго-востоке Англии. Половинчатые крыши иногда называют «голландским бедром», не путать с «голландским фронтоном». |
| 15 | Ромбовая крыша                 |             |        | «Бубновая крыша», «крыша из косых поверхностей» или «крыша Судейкина», устраивается как правило в виде шпиля. |
| 16 | Радужная крыша                 |             |        | Радужная крыша |
| 17 | Арка или бочковая крыша        |             |        | |
| 18 | Дуговая крыша                  |             |        | |
| 19 | Конусная крыша                 |             |        | |
| 20 | Шпиль                          |             |        | |
| 21 | Валлийский шпиль               |             |        | |
| 22 | Конусный шпиль                 |             |        | Остроконечная крыша с небольшим изгибом внутрь, противоположно мансардной крыше. см: Суженный шпиль. |
| 23 | Параболический шпиль           |             |        | Изогнутая наружу крыша, нижняя часть которой круче верхней, похожа на мансардную крышу, но без перегиба. |
| 24 | Витой шпиль                    |             |        | |
| 25 | Луковичная глава               |             |        | Лу́ковичная глава́ — разновидность купольного покрытия, имеющая форму луковицы. Отличается больши́м диаметром главы, превышающим диаметр барабана, а также преобладанием высоты над шириной. Наибольшее распространение имеет в русской и украинской храмовой архитектуре, но при этом используется также в некоторых католических церквях Баварии, встречается на Среднем Востоке и в Индии. |
| 26 | Многощипцовая крыша            |             |        | Крестовая, место соединения скатов называется ендова — ответственный участок в дождливом и снежном климате. |
| 27 | Врезная тавровая крыша         |             |        | Т-образная конструкция крыши, в которой одна крыша врезается в другую и заканчивается. Кулачки двух крыш перпендикулярны друг другу и встречаются на одинаковой высоте, образуя крест в плане. |
| 28 | Врезная крыша                  |             |        | Малая крыша врезается в большую на меньшей высоте. |
| 29 | Тентовая крыша                 |             |        | |
| 30 | «Крыша-бабочка»                |             |        | Крыша-бабочка имеет V-образную форма, инверсна стандартной форме крыши, при этом две поверхности крыши наклоняются вниз от противоположных краев к долине к середине крыши. Это напоминает крылья бабочки. Крыши с «бабочками» обычно ассоциируются в США с современной архитектурой середины XX-го века. Они также широко использовались в архитектуре домов с террасами в грузинском и викторианском стиле в британских городах, где их альтернативно называют «лондонскими» крышами. Форма не имеет водосточных желобов, так как дождевая вода может стекать с крыши не более чем в двух местах, в любом конце длины, часто в приёмник или в водосточную трубу. Форма может быть симметричной, с длиной, расположенной в центре, или асимметричной с нецентральной длиной. Сама длина может быть плоской, с крикетом центральной крыши, отводящим воду к концам дины, или наклонной, если вся форма крыши наклонена к одному концу длины. Крыша также допускает стены (парапеты) с более высоким периметром, с прозрачными окнами, обеспечивающими проникновение света без ущерба для конфиденциальности. |
| 31 | Купольная крыша                |             |        | Большую популярность получают в жилых домах купольные крыши, характерной особенностью которых является их плавный переход в стены дома. В домах с подобными крышами непосредственно стены занимают до 1/5 от общей площади стен и крыши. Купольные сооружения используются итак же для перекрытия части здания в её верхней части. Изготавливаются из каркаса изогнутой формы. Могут использоваться пластиковая черепица, оцинкованная сталь. А также более мягкие материалы — битумная черепица, стеклоизол, рубероид. Купола могут быть: ребристые, ребристо-кольцевые (с или без решетчатых связей), сетчатые, складчатые, купола-оболочки и другие. |
| 32 | Пагода                         |             |        | Это буддийское, индуистское или даосcкое сооружение культового характера. В разных странах к пагодам относят разные типы сооружений. В Таиланде, Бирме, Шри-Ланке, Лаосе, Камбодже, Корее пагодами называют буддийские ступы, зачастую являющиеся хранилищами священных предметов или мемориальными комплексами. В Непале, северной Индии, Тибете, Китае, Японии, во Вьетнаме, в Индонезии, а также в западных странах пагодами называют многоярусные башни, используемые как храмы. |
| 33 | «Колокольня»                   |             |        | Это башня, на которой установлен один или более колоколов, обычно является частью церкви. Квадратная (реже круглая) в основании колокольня, стоящая отдельно от основного здания храма, в западноевропейской архитектуре часто называется итальянским словом «кампанила». |
| 34 | Могильная крыша                |             |        | Могильная крыша (погребения) имеет форму крыши, которая характеризуется непрерывным подъёмом и опусканием плоских поверхностей. Это произвольно длинная последовательность «крыш-бабочек», напоминает крышу сарая. |

## Критерий выбора типа крыши
- Экономика
- Место нахождения (климатические и геологические условия)
- Архитектурные решения
  - План здания
  - Строительная геометрия здания (высота, длина, ширина)
- Соседние здания (стеснённость участка строительства)